# Geraldine Viswanathan
Geraldine Indira Viswanathan (Newcastle, Nueva Gales del Sur, 20 de junio de 1995) es un actriz australiana de cine y televisión. Destacan sus papeles en Blockers y El paquete, ambas de 2018.

## Biografía
Nacida en Australia, su madre es suiza y su padre es de ascendencia india. Geraldine habla tamil, estudió en la notable Escuela Hunter de Artes Escénicas de su ciudad natal y al finalizar se mudó a Estados Unidos para desarrollar su carrera actoral.
Su primer papel importante fue en Blockers, de la directora Kay Cannon, junto a John Cena, Leslie Mann y Kathryn Newton. Luego participó en El paquete, del director Jake Szymanski, junto a Sadie Calvano, Daniel Doheny y Sugar Lyn Beard.
En 2019 interpretó a Rachel en Bad Education, del director Cory Finley, junto a Hugh Jackman, Allison Janney y Kathrine Narducci.
También en 2019 se integró al reparto de la serie de comedia Miracle Workers, trabajando junto a Steve Buscemi y Daniel Radcliffe.

## Filmografía

### Cine
| Año  | Título                            | Rol             | Notas        |
| ---- | --------------------------------- | --------------- | ------------ |
| 2016 | Emo the Musical                   | Jamali          |              |
| 2016 | All Out Dysfunktion!              | Vizzie          |              |
| 2018 | Blockers                          | Kayla Mannes    |              |
| 2018 | El paquete                        | Becky Abelar    |              |
| 2019 | Hala                              | Hala Masood     |              |
| 2019 | Bad Education                     | Rachel Bhargava |              |
| 2020 | La galería de los corazones rotos | Lucy Gulliver   |              |
| 2021 | 7 Days                            | Rita            | [ 4 ]        |
| 2022 | Rumble                            | Winnie McEvoy   | Papel de voz |
| 2023 | Cat Person                        | Taylor          |              |
| 2023 | Drive-Away Dolls                  | Marian          |              |
| 2025 | You're Cordially Invited          | Jenni Caldwell  |              |
| 2025 | Thunderbolts*                     | Mel Gold        |              |

### Televisión
| Año       | Título                   | Rol | Notas                                               |
| --------- | ------------------------ | --- | --------------------------------------------------- |
| 2015      | Lost Angels              | Sarah |                                                     |
| 2017      | The Y2K Bug              | Addison |                                                     |
| 2017      | Janet King               | Bonnie Mahesh | Papel recurrente (temporada 3), 8 episodios         |
| 2018      | Nippers of Dead Bird Bay | |                                                     |
| 2019–2023 | Miracle Workers          | Eliza (temporada 1) Alexandra "Allie" Shitshoveler (temporada 2) Prudence Aberdeen (temporada 3) Freya Exaltada (temporada 4) | Papel principal                                     |
| 2019–2020 | BoJack Horseman          | Tawnie | Papel de voz, recurrente (temporada 6), 3 episodios |